# Dilixellus
 Dilixéllus — підрід жуків роду Lixus родини Довгоносики (Curculionidae).

## Зовнішній вигляд
До цього підроду відносяться жуки, довжина тіла яких становить 7—24 мм. Основні ознаки:
- головотрубка у довжину звичайно така сама, як передньоспинка, не звужена до вершини;
- передньоспинка нерівномірно вкрита великими і дрібними крапками, вона без шиєподібної перетяжки перед основою;
- кігтики при основі зрослися;
- вершини надкрил закруглені разом, не видовжені і не загострені за вершиною черевця;
- надкрила без білих волосистих плям по боках і зверху.

Фото видів цього під роду див. на.

## Спосіб життя
Типовий для видів роду Lixus. Для вивчених у цьому відношенні видів (див., наприклад,) рослинами-господарями слугують різні види з родин Айстрові та Гречкові. Імаго живляться їх зеленими частинами, яйця відкладають у стебла. Їжа личинок — тканини серцевини, заляльковування відбувається у камері з тонкими стінками.

## Географічне поширення
Ареал підроду охоплює весь Південь Палеарктики, тяжіючи до його центральної та східної частин. У цих широких межах деяким видам притаманний порівняно невеликий регіон. П'ять видів цього підроду мешкають в Україні (див. нижче).

## Класифікація
Наводимо перелік 31 виду цього підроду, що мешкають у Палеарктиці. Види української фауни позначені кольором:
- Lixus arnoldiorum Ter-Minasian, 1966 — Середня Азія
- Lixus bardanae  (Fabricius, 1787) — більша частина Європи (на північ до Норвегії), Марокко, Ізраїль, Туреччина, Таджикистан, Західний Сибір
- Lixus causticus Faust, 1887 — Таджикистан
- Lixus depressipennis Roelofs, 1873 — Китай, Далекий Схід
- Lixus desbrochersi Hoffmann, 1957 — Марокко, Алжир
- Lixus distortus Csiki, 1934 — Китай
- Lixus duplicalus Fremuth, 1983 — Казахстан, Узбекистан
- Lixus euphorbiae Capiomont, 1875b — Угорщина
- Lixus fasciculatus  Boheman, 1835 — Південна Європа, Туреччина, Афганістан, Західний Сибір, Далекий Схід, Монголія
- Lixus formaneki Reitter, 1895 — Китай, Східний Сибір, Монголія, Далекий Схід
- Lixus gibbirostris Petri, 1904 — Греція
- Lixus gurjevae Ter-Minasian, 1967 — Узбекистан
- Lixus hauseri Voss, 1932 — Китай
- Lixus heydeni Faust, I891- Північний Кавказ
- Lixus hissaricus Ter-Minasian, 1966 — Таджикистан
- Lixus impressiventris Roelofs, 1873 — Китай, Далекий Схід, Монголія
- Lixus linearis  Olivier, 1807 — Південна Європа, Північна Африка, Туреччина, Іран, Афротропіка
- Lixus maculatus Roelofs, 1873 — Китай, Східний Сибір, Далекий Схід
- Lixus maicopicus Ter-Minasian, 1966 — південь Європейської Росії
- Lixus meregallii Fremuth, 1983 — Італія
- Lixus neglectus Fremuth, 1983 — Австрія, Чехія, Словаччина
- Lixus obliquus Faust, 1884 — Східний Сибір, Монголія
- Lixus probus Faust, 1887 — Іран, Середня Азія
- Lixus pulverulentus  (Scopoli, 1763) — більша частина Європи, Північна Африка, Сирія, Туреччина, Афганістан, Таджикистан, Іран, Західний Сибір
- Lixus punctiventris  Boheman, 1835 — Південь Європи, Північна Африка, Туреччина
- Lixus rumicis Hoffmann, 1956 — Іспанія
- Lixus salicorniae Faust, 1888c — Північний Кавказ
- Lixus speciosus Miller, 1861 — Грузія, Північний Кавказ, Іран, Туреччина, Близький Схід
- Lixus talyshensis Ter-Minasian, 1966b — Азербайджан
- Lixus ventriculus Petri, 1912b — Казахстан
- Lixus yunnanensis Voss, 1932 — Китай